# ザ・コミットメンツ
『ザ・コミットメンツ』（The Commitments）は、1991年制作のイギリス・アイルランド・アメリカ合作映画。ロディ・ドイルの小説『おれたち、ザ・コミットメンツ』の映画化作品。ダブリンを舞台に、ソウル・バンドに賭ける若者たちを描く。

## ストーリー
アイルランドの青年ジミーは「真のソウルバンド」を作る夢を描いた。自らはマネージャーとして自宅でオーディションを行い、バンドを結成。才能溢れるシンガーやミュージシャンが集まって出だしは順調に見えたが、ほどなくメンバー間の衝突や三角関係など、数々のトラブルに見舞われることになる。

## キャスト
- ロバート・アーキンズ（英語版）：ジミー(バンド・マネージャー）
- アンドリュー・ストロング（英語版）：デコ（リード・ヴォーカリスト）
- マイケル・エイハーン：スティーヴ（ピアニスト）
- アンジェリナ・ボール（英語版）：イメルダ（バックシンガー、リード・ヴォーカリスト）
- マリア・ドイル・ケネディ：ナタリー（バックシンガー、リード・ヴォーカリスト）
- デイヴ・フィネガン：ミッカー（2代目ドラマー）
- ディック・マーシー：ビリー(初代ドラマー）
- ブロナー・ギャラガー：バーニー（バックシンガー、リード・ヴォーカリスト）
- フェリム・ゴームリー：ディーン（サックス・プレイヤー）
- グレン・ハンサード（英語版）：アウトスパン（ギタリスト）
- ジョニー・マーフィ：ジョーイ（トランペッター）
- ケネス・マクラスキー：デレク（ベーシスト）
- コルム・ミーニイ：ジミーの父

## 音楽
ウィルソン・ピケットの「ムスタング・サリー」、アル・グリーンの「テイク・ミー・トゥ・ザ・リヴァー」、アン・ピーブルズの「アイ・キャント・スタンド・ザ・レイン」、ジェイムス・カーの「ダーク・エンド・オブ・ザ・ストリート」、ロイ・ヘッド&ザ・トレイツの「トリート・ハー・ライト」、オーティス・レディングの「トライ・ア・リトル・テンダネス」、クラレンス・カーターの「スリップ・アウェイ」などが演奏された。
バンド結成前のシーンで、結婚式後に酔っぱらってデコが歌う曲は『レター・フロム・アメリカ』（ザ・プロクレイマーズ）。
キーボード担当の医学生スティーブが教会で演奏するのは『青い影』